# Per Edvin Fälting
Per Edvin Fälting, född 1 augusti 1911 i Floda församling, Dalarna, död 5 februari 1995 i Enskede församling, svensk dykare, ledare av bärgningen av regalskeppet Vasa.  Han är begravd på Skogskyrkogården i Gamla Enskede. Fälting deltog även som dykande djurvakt i ramen för Operation Palmen där svenska marinen dresserade sälar som ubåtsspanare.